# Rabri Devi
Rabri Devi, född 1959 i Gopalganj, är en indisk politiker inom Rashtriya Janata Dal (RJD). Hon var premiärminister (Chief Minister) i delstaten Bihar från 25 juli 1997 till 6 mars 2005 med två korta uppehåll 1999 och 2000. Devi är gift med sin partiledare, Laloo Prasad Yadav, sedan 1973 då hon var 14 år gammal, och har två söner och sju döttrar. Hon efterträdde sin make på posten som premiärminister i Bihar efter att han tvingats sluta till följd av den så kallade foderskandalen.